# 崔文錫
崔文錫（韓語：최문석，？—），韓國電視劇導演。

## 作品列表

### 電視劇
- 2000年：SBS《寬恕》
- 2002年：SBS《壞女孩》
- 2004年：SBS《峇里島的日子》
- 2005年：SBS《威尼斯戀人》
- 2009年：SBS《耶誕節會下雪嗎》
- 2015年：SBS《我有愛人了》
- 2017年：SBS《超人家族2017》

### 製作作品
- 2007年：SBS《追趕江南媽媽》
- 2007年：SBS《討厭也喜歡》
- 2010年：SBS《唐突的女人》
- 2010年：SBS《我是傳說》
- 2010年：SBS《招魂》
- 2011年：SBS《工薪族楚漢志》
- 2011年：SBS《Sign》
- 2011年：SBS《49天》
- 2011年：SBS《守護老闆》
- 2011年：SBS《時尚王》
- 2012年：SBS《幽靈》
- 2013年：SBS《繼承者們》
- 2013年：SBS《來自星星的你》
- 2014年：SBS《天使之眼》

## 外部連結
- NAVER （页面存档备份，存于）